# Hipparchia clarensis
Hipparchia clarensis är en fjärilsart som beskrevs av De Lattin 1952. Hipparchia clarensis ingår i släktet Hipparchia och familjen praktfjärilar. Inga underarter finns listade i Catalogue of Life.